# Judith Gap
Judith Gap ist eine Stadt im Wheatland County im US-Bundesstaat Montana, Vereinigte Staaten. Bekannt ist Judith Gap vor allem für sein ambitioniertes Windkraftprojekt.

## Geografie
Die Stadt liegt im geschichtlich bedeutsamen Judith Gap, einer kleinen Lücke zwischen den Gebirgszügen Big Snowy Mountains und Little Belt Mountains, die Zentral- und Südmontana trennen. Dieser Ort wurde über Jahrhunderte hinweg sowohl von Indianern als auch Siedlern genutzt. 
Das Stadtgebiet hat eine Größe von 0,98 km². Im Jahr 2010 betrug die Einwohnerzahl 126.

## Wirtschaft und Infrastruktur

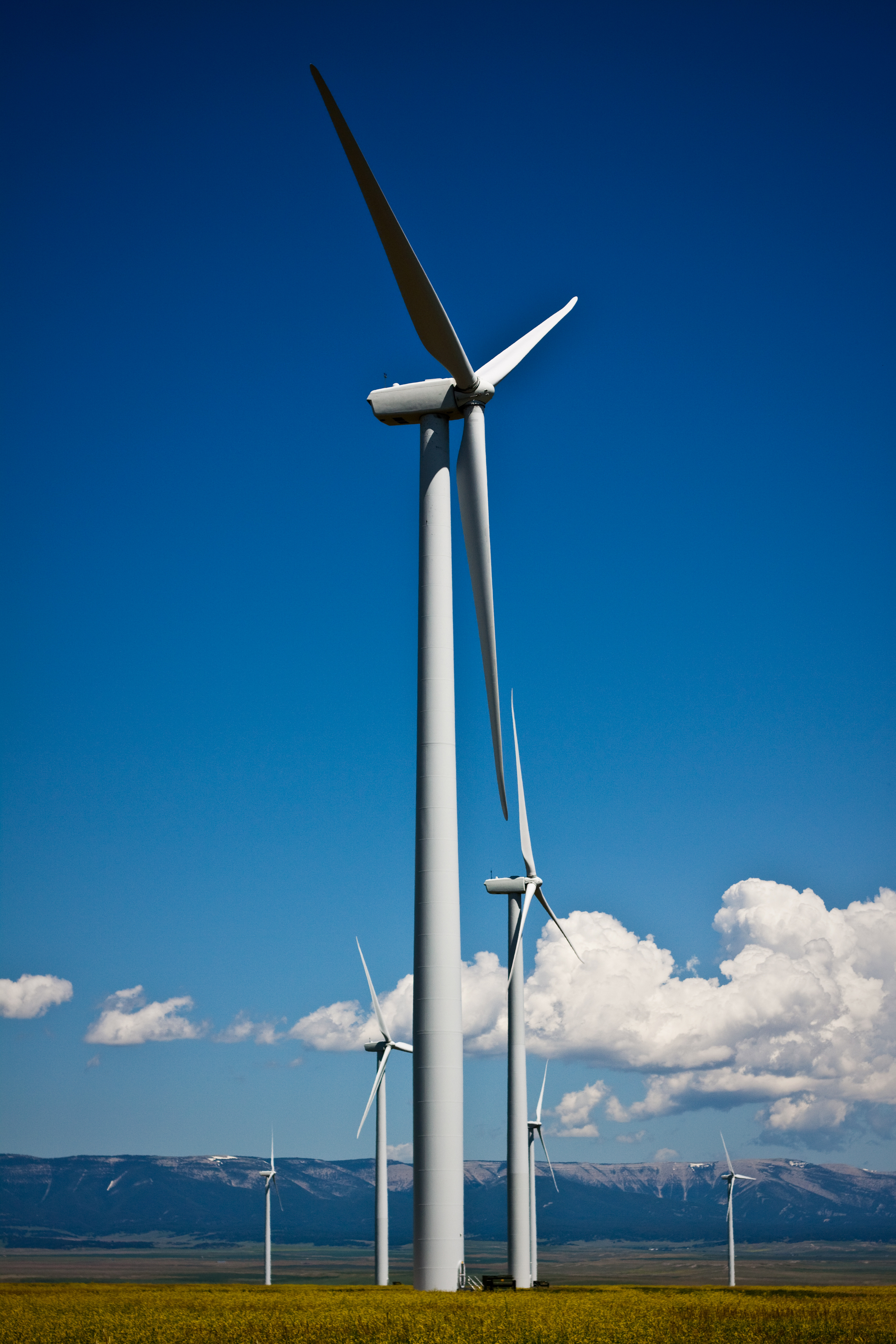
Judith Gap Wind Farm

Wegen des Geländes und des vorherrschenden Winds ist Judith Gap Standort eines der ambitioniertesten Windkraftprojekte der USA, der Judith Gap Wind Farm. Die 90 Windturbinen wurden im Jahr 2005 errichtet und haben eine Höhe von fast 80 Metern. Zusammen haben die Turbinen des Windparks eine Nennkapazität von 135 Megawatt.